# JBS (기업)
JBS는 브라질의 식품 기업이다.

## 같이 보기
- 미셰우 테메르